# Egidius Braun
Egidius Braun (* 27. Februar 1925 in Kornelimünster-Breinig, heute zu Stolberg (Rheinland); † 16. März 2022 in Aachen) war ein deutscher Fußballfunktionär. Er war von 1992 bis 2001 Präsident des Deutschen Fußball-Bundes und wurde anschließend zu dessen Ehrenpräsidenten ernannt. Im selben Jahr gründete der DFB die „DFB-Stiftung Egidius Braun“, die sich unter anderem um notleidende Jugendliche kümmert. Weiterhin verleiht der Fußball-Verband Mittelrhein den Egidius-Braun-Preis.

## Leben
Im Alter von 13 Jahren wurde Egidius Braun Spieler beim SV Breinig. Im Zweiten Weltkrieg wurde er nach dem Abitur 1943 in Alsdorf zum Kriegsdienst eingezogen und geriet in Kriegsgefangenschaft, aus der er 1946 entlassen wurde. Nach seiner Rückkehr studierte Braun Rechtswissenschaften und Philosophie und machte sich mit dem Unternehmen „Kartoffel-Braun“ selbständig. Nebenbei spielte er Fußball in der ersten Mannschaft des SV Breinig, dessen Vorsitz er am 19. August 1956 bis zum 20. Februar 1959 übernahm.
Nach Engagement auf lokaler Ebene wurde Braun am 4. August 1973 zum Präsidenten des Fußball-Verbandes Mittelrhein und zum Mitglied des DFB-Beirates gewählt. Am 25. August desselben Jahres wurde er Vizepräsident des Westdeutschen Fußball-Verbandes. Sein Anliegen war die Jugendarbeit, so unterstützte er u. a. in den 1970er Jahren internationale Jugendfußballturniere beim Postsportverein Aachen.
Von 1983 bis 1987 war Braun Verwaltungsratsmitglied des 1. FC Köln. An seinem 60. Geburtstag, dem 27. Februar 1985, wurde ihm das Bundesverdienstkreuz 1. Klasse verliehen. Das Große Bundesverdienstkreuz mit Stern erhielt er 1997. Für seine Verdienste um das Land Nordrhein-Westfalen wurde er 1995 mit dem Verdienstorden des Landes geehrt.
Von 1977 bis 1992 war er Schatzmeister des DFB. Nach einer weiteren Präsidentschaft im Fußball-Verband Mittelrhein (1981, 1983, 1986 und 1992) wurde Braun am 24. Oktober 1992 zum achten Präsidenten des DFB gewählt. Im selben Jahr wurde er außerdem Präsidiumsmitglied des Nationalen Olympischen Komitees. Das Präsidentenamt hatte er bis zum 28. April 2001 inne.
Während der Fußballweltmeisterschaft 1986 in Mexiko besuchte Braun mit einigen Nationalspielern ein mexikanisches Waisenhaus und gründete unter dem Eindruck des Elends die Mexiko-Hilfe der Egidius-Braun-Stiftung.
Nicht nur seines karitativen Engagements wegen galten Braun innerhalb von DFB, UEFA und des gesamten Umfeldes des deutschen Fußballs viele Sympathien. Dennoch blieben ihm in der Öffentlichkeit auch problematische Situationen nicht erspart. Braun musste sich etwa nach dem Ausscheiden der deutschen Nationalmannschaft bei der Fußball-Weltmeisterschaft 1994 in den USA für seine Solidarität mit dem in die Kritik geratenen Bundestrainer Berti Vogts rechtfertigen. Die Bild-Zeitung hatte Vogts zum Rücktritt aufgefordert. Zwei Jahre später gewann Bundestrainer Vogts die Europameisterschaft. 1998 hatten sich der DFB-Präsident und der frühere Nationalspieler Paul Breitner in einem Telefonat offenbar schon über dessen Berufung als Teamchef der Nationalmannschaft verständigt; doch nahm Braun einige Stunden später von dieser Vereinbarung wieder Abstand. Er begründete dies damit, dass Breitner die abgemachte Vertraulichkeit des Telefongespräches nicht respektiert und Dritten davon berichtet habe. Breitner wollte dagegen die eigentliche Ursache für den nebulösen Vorgang darin sehen, dass Braun zwischenzeitlich von kritischen Äußerungen erfahren habe, die er vormals über den DFB-Präsidenten gemacht hätte.

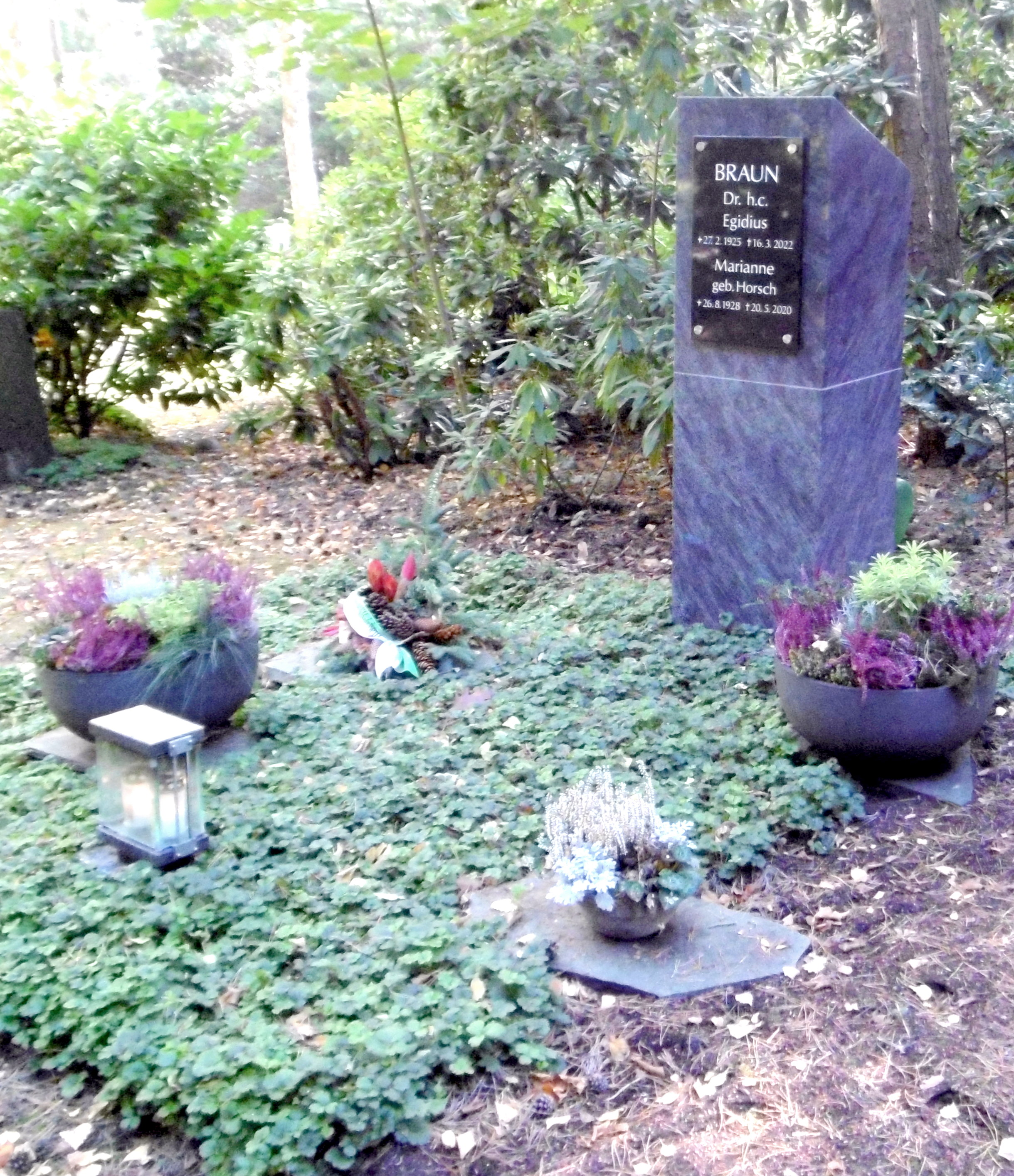
Grabstätte Braun

Er war Jäger und Naturliebhaber. Zuletzt lebte der Anhänger der Alemannia in Aachen. Braun erlitt im Oktober 2006 einen Schlaganfall, nach dem er nur noch selten öffentliche Auftritte übernahm. Er war 70 Jahre mit seiner Frau verheiratet, die am 20. Mai 2020 im Alter von 91 Jahren in ihrer Heimatstadt Aachen starb. Das Ehepaar hinterließ zwei Söhne.
Am 16. März 2022 starb Egidius Braun im Alter von 97 Jahren in Aachen. Er fand seine letzte Ruhestätte auf dem Aachener Waldfriedhof.

## Tätigkeiten in der UEFA
- 1980 bis 2000 Mitglied der UEFA-EM-Organisationskommission (ab 24. Juni 1992 Vorsitzender)
- 1988 bis 2000 Mitglied im Exekutivkomitee der UEFA
- 1992 bis 2000 Vizepräsident der UEFA
- 1995 bis 1996 Kommissarischer Schatzmeister der UEFA
- 1996 bis 2000 Schatzmeister der UEFA

## Auszeichnungen
- 1985: Bundesverdienstkreuz 1. Klasse
- 1991: Großes Bundesverdienstkreuz
- 1995: Verdienstorden des Landes Nordrhein-Westfalen
- 1996: Großoffizierskreuz des Luxemburgischen Verdienstordens
- 1997: Großes Bundesverdienstkreuz mit Stern
- 1997: Verdienstorden des Landes Berlin
- 1998: Goldener Ehrenring der Stadt Aachen
- 1999: Staatspreis des Landes Nordrhein-Westfalen
- 2001: Großes Bundesverdienstkreuz mit Stern und Schulterband
- 2006: FIFA-Verdienstorden[7]
- 2007: Ehrenmedaille der Stadt Leipzig
- 2008: Ehrenplakette in Gold des Landrates des Kreises Aachen
- 2008: Steiger Award
- 2013: Orden vom Aztekischen Adler
- 2015: Die Stadt Stolberg benannte eine Straße im Stadtteil Breinig nach ihm.

## Egidius-Braun-Preis
Von 2002 bis 2018 verliehen die Aachener Nachrichten und Aachener Zeitung einen Egidius-Braun-Preis. Die Auszeichnung war besonders engagierten Personen aus dem regionalen Sport vorbehalten, die nicht im Rampenlicht der Öffentlichkeit stehen. Die Entscheidung fällte eine Jury. Die Preisträger sind:
- 2002 Herbert Oprei, Sonderschullehrer für behinderte Kinder (Fachbereich Sport)[8]
- 2003 Gerta Nadenau, Jugendbetreuerin im SV Neptun Aachen 1910
- 2004 Peter Borsdorff, Marathonläufer für sein Engagement für behinderte Kinder
- 2005 Wilfried Pohlmann, 30 Jahre Trainer im Jugendfußball beim SV Todesfelde
- 2006 Egbert Schaffrath, Jugendhandballtrainer in Aachen[9]
- 2007 Paul Königs, 87-jähriger aktiver Sportler aus Stolberg (Rhld.)[10]
- 2008 Waltraud Kalmbach vom SC Mausauel Nideggen[11]
- 2009 Martin Kerenkewitz, „Mister Handball“ von Blau-Weiß Alsdorf († 17. März 2013)
- 2010 Dieter Jollet vom SV Breinig[12]
- 2011 Ralf Klohr, Initiator der FairplayLiga[13]
- 2013 Trudi Fieger vom Stolberger SV Handball[14]
- 2014 Karl-Heinz Tinnemann vom DJK Elmar Kohlscheid[15]
- 2016 Ulla Symens von Rot-Weiß Geilenkirchen[16]
- 2017 Ingo Müller vom FC Düren-Niederau[17]
- 2018 Ruth Butzen, Schiedsrichterin[18]

Seit 2010 verleiht der Fußball-Verband Mittelrhein (FVM) alle drei Jahre einen Egidius-Braun-Preis für besonderes soziales Engagement an eine herausragende Persönlichkeit. Die Auszeichnung ist mit 5.000 Euro dotiert. Der Preis wird auf dem alle drei Jahre stattfindenden ordentlichen Verbandstag des FVM verliehen. Die Preisträger bisher:
- 2010 Rudi Völler
- 2013 Wolfgang Overath
- 2016 Prälat Arnold Poll
- 2019 Wolfgang Watzke[20]
- 2022 Familie Espeter[21]

## Zitate
„Als Kind wollte ich immer Lokomotivführer werden, jetzt bin ich Weichensteller geworden.“